# Bac Lieu (provins)
Bac Lieu (vietnamesiska: Bạc Liêu) är en provins i södra Vietnam. Provinsen består av stadsdistriktet Bac Lieu (huvudstaden) och fem landsbygdsdistrikt: Dong Hai, Gia Rai, Hong Dan, Phuoc Long samt Vinh Loi.